# Albion (datorspel)
Albion är ett datorrollspel utvecklat och utgivet av Blue Byte Software. Det gavs ut för första gången 1995 till DOS.
Spelet utspelar sig på planeten Albion, där Tom Driscoll kraschlandar med sin rymdfarkost. Därefter tar spelaren på sig hans roll, och tar på sig uppdraget att utforska planeten och hjälpa dess invånare för att kunna finna sin väg tillbaka.